# Georges Clerc-Rampal
Georges Clerc-Rampal (Parigi, 5 aprile 1870 – 1958) è stato un militare, scrittore e storico francese, fu capitano di lungo corso, velista, vice curatore del Musée national de la Marine (1923-1929), vicepresidente dello Yacht Club de France, praticante dell'archeologia marittima.

## Biografia
Nacque a Parigi il 5 aprile 1870, figlio di Joséphine Marthe Clerc. Si arruolò volontario nell'Armée de terre il 5 ottobre 1890, assegnato al 6° Reggimento fanteria, venendo congedato come sergente il 7 maggio 1894.  Fu promosso sottotenente della riserva il 7 marzo 1894, assegnato al 210° Reggimento fanteria, fu promosso tenente il 29 settembre 1900 e capitano il 29 dicembre 1909. Fu membro del Comitato della lingua marittima francese (1905) e professore di archeologia navale presso l'Istituto marittimo (1906). Dopo aver contribuito alla pubblicazione nel 1909 del Catalogue raisonné du musée de la Marine, il 23 ottobre 1912 entrò a far parte del Musée national de la Marine come addetto sotto la direzione di Jean Marie Destrem, letterato e giornalista.  Il Musée national de la Marine fu poi installato al Louvre, nell'ala nord della Cour Carrée affacciata su Rue de Rivoli.
Allo scoppio della Grande Guerra combatté in fanteria, come capitano, dal 5 ottobre 1914, venendo evacuato per malattia contratta in servizio il 25 dello stesso mese.  Assegnato al deposito del 163° Reggimento fanteria a Nizza il 1 aprile 1915, fu trasferito al 1° Reggimento zuavi l'11 novembre dello stesso anno. Dichiarato definitivamente inabile al servizio il 17 maggio 1916, fu congedato il 1 gennaio 1917. Fece domanda per entrare nella marine nationale, e con il grado di Enseigne de vaisseaux ausiliario dal 17 gennaio 1917, combatté per il resto della guerra nella marine nationale, dapprima imbarcato sull'incrociatore ausiliario Golo II, poi assegnato all'ammiragliato di Marsiglia (15 maggio 1917) e infine come comandante di un gruppo di vedette della Divisione Pattugliatori della Manica (dal 13 novembre 1917 al 9 dicembre 1918). Enseigne de vaisseaux della riserva dal 2 gennaio 1919.
Nominato membro fondatore dell'Académie de Marine, sezione storica, nel 1921, divenne vice curatore del museo nel 1923, e si dimise dall'incarico alla morte di Destrem nel 1929, dopo la nomina di un nuovo curatore. Nel 1935 pubblicò sulla Revue marittime et coloniale l'articolo  Le musée de la marine et la question de son transfert, in una momento in cui la direzione delle Belle Arti, che da tempo voleva trasferire il Musée nationale de la marine, stava valutando di assegnargli parte dell’ala Passy del Palais de Chaillot allora in costruzione. Proprietario dello yacht Saint-Georges, ricoprì gli incarichi di vicepresidente e poi di vicepresidente onorario dello Yacht Club de France. Si spense nel 1958, lasciando numerose opere sulla marina e sullo yachting, alcune scritte in collaborazione, tutte dedite alla promozione della Marine nationale e alla divulgazione della navigazione.

## Pubblicazioni
- Les îles d'Hyères, impr. de C. Schlaeber, Paris, 1896.[3]
- La navigation mise à la portée de tous, con Jean-Baptiste Charcot, J. Rueff. Paris, 1901.[3]
- L’armée nécessaire, H. Charles-Larouzelle, Paris, 1902.[3]
- De l’utilité de la marine de plaisance pour le développement de la puissance maritime, Journal de la marine "le Yacht", Paris,  1905.[3]
- Catalogue raisonné du musée de la Marine, con Jean Marie Destrem,  Imp. Française, Paris, 1909.[3]
- Trente siècles de guerre navale, illustrato da Léon Haffner, C. Delagrave, Paris, 1911.[3]
- Le yachting, Pierre Lafitte et Cie., Paris 1912.[3]
- La mer, la mer dans la nature, la mer et l'homme, Larousse, Paris, 1913.[3]
- Les sous-marins, Hachette, Paris, 1919.[3]
- Encyclopédie par image. Les navires, Hachette, Paris, 1921.[3]
- La marine française pendant la grande guerre (août 1914-novembre 1918), Larousse, Paris, 1919.[3]
- La pratique du yachting, construction, navigation, manoeuvre des yachts à voiles et à moteur, Société d'éditions géographiques, maritimes et coloniales, Paris, 1926.[3]
- Le yachting de rivière, suivi de Comment vivre à bord d'un yacht de mer ou de rivière, Société d'éditions géographiques, maritimes et coloniales, Paris, 1927.[3]
- Histoire de la marine française, con Charles de La Roncière, Larousse, Paris, 1934.[3]

Articoli
- Le Point à midi par une méthode simple et pratique, Aux bureaux du journal "le Yacht", Paris, 1897.[3]
- Editions of Les Cartes de navigation fluviale. Exposé d'un nouveau tracé pratique. Communication faite à l'Académie de marine, le 9 mars 1928, Société d'éditions géographiques, maritimes et coloniales, Paris, 1929.[3]
- Editions of Origines et évolution du langage maritime, Société d'éditions géographiques, maritimes et coloniales, Paris,  1933, pp. 151-166.[3]